# 1966 في المغرب
فيما يلي قوائم الأحداث التي وقعت خلال عام 1966 في المغرب.

## سياسة

### تعيين في المنصب
- 1 يناير – محمد أمزيان سفير المغرب لدى إسبانيا.

## ظهور
- 1 يناير – مجلة أنفاس
- 1 يناير – مجلة لامالف

## مواليد

### يناير
- 1 يناير – أمل عيوش صيدلانية وممثلة مغربية.
- 1 يناير – بهاء طرابلسي كاتبة مغربية.
- 1 يناير – عبد اللطيف الحموشي ضابط شرطة مغربي.
- 17 يناير – أحمد مصباحي لاعب كرة قدم مغربي.

### فبراير
- 21 فبراير – رشيد الداودي لاعب كرة قدم مغربي.

### مارس
- 3 مارس – ناصر عبد الله لاعب كرة قدم مغربي.
- 5 مارس – سميرة فرجي شاعرة مغربية.
- 10 مارس – آرثر ممثل فرنسي.

### أبريل
- 11 أبريل – عبد الصمد قيوح سياسي مغربي.

### مايو
- 8 مايو – جمال فوزي لاعب كرة قدم مغربي.

### يونيو
- 17 يونيو – زكرياء علوي لاعب كرة قدم مغربي.

### يوليو
- 24 يوليو – أميناتو حيدر

### أغسطس
- 21 أغسطس – فتح الله السجلماسي دبلوماسي مغربي.

### سبتمبر
- 16 سبتمبر – إدريس الأزمي الإدريسي سياسي مغربي.

### أكتوبر
- 10 أكتوبر – الشيخ محمد المتوكل مُعْتَقل سياسي مغربي سابق.
- 24 أكتوبر – عبد المجيد بويبوض لاعب كرة قدم مغربي.

### نوفمبر
- 20 نوفمبر – نجاة أنور

### ديسمبر
- 12 ديسمبر – محمد الشاوش لاعب كرة قدم مغربي.
- 14 ديسمبر – كريم غلاب سياسي مغربي.

## وفيات

### مارس
- 15 مارس – عبد الرحمن النتيفي (مواليد 1885) فقيه ومحدث ومفسر لغوي مغربي.[1]